# Židovská kuchyně
Židovská kuchyně je velice unikátní, a přitom velmi rozmanitá, neboť zahrnuje množství pokrmů ovlivněných či přejatých z místních kuchyní, které obývá židovské etnikum. Největší komunita Židů žije v Izraeli, a proto je židovská kuchyně téměř identická s kuchyní izraelskou.

## Charakteristika

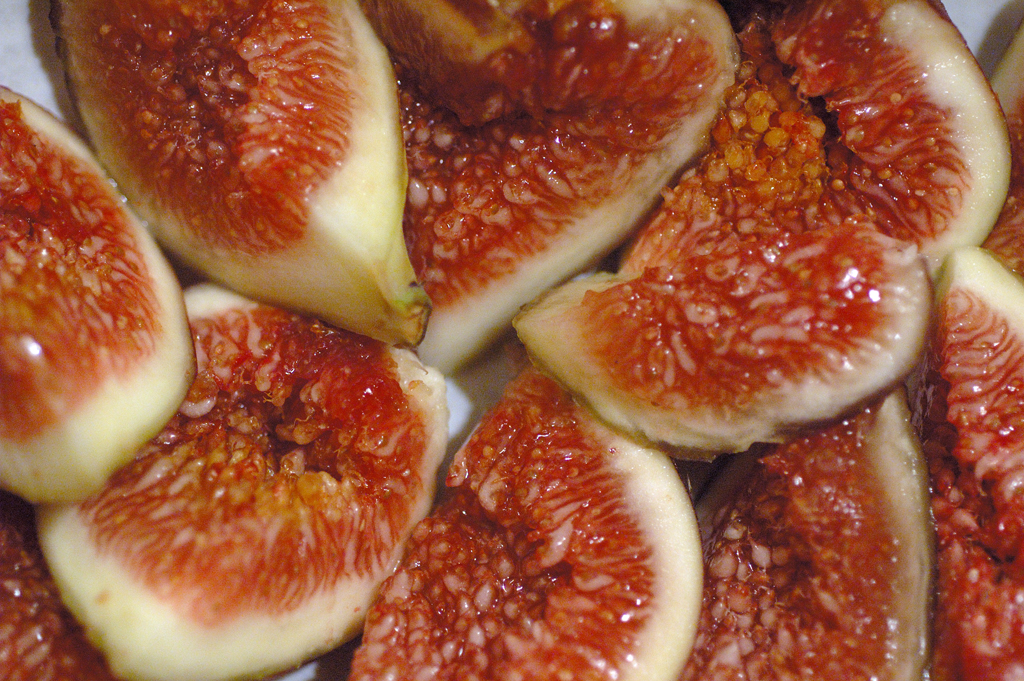
Fíky, jedny z nejčastěji zmiňovaných plodů v Bibli.

Židovská kuchyně je neobvyklá tím, že do ní zasahuje sama filosofie židovského stravování a prvky náboženských pravidel, ty jsou konkrétně obsaženy především v Tóře a jsou nazývány kašrut. Mnohdy tato pravidla nezasahují jen do jídla samotného a jeho přípravy, nýbrž i do jeho podávání (kupříkladu času podání či používání různého typu nádobí), či třeba do práce řezníků, jelikož židovská kuchyně má i svá vlastní pravidla pro usmrcení zvířat. Z židovské kuchyně též pochází slovo košer, znamenající v původním významu čistý/povolený a odkazující tedy na rozlišení potravin podle rituální čistoty.
Židovská kuchyně nemá všeobecně uznávané národní jídlo. Je to tím, že židovská komunita je rozptýlena po celém světě. V Izraeli se za tradiční jídlo považují smažené a kořeně kuličky z mleté cizrny - falafel. Prodávají se celá desetiletí pouličními prodejci po celé zemi. Populární je také mezze v humus-in-pita. Pověstné jsou také izraelské snídaně, které jsou považovány za „příspěvek židovského státu ke světové kuchyni“.[zdroj?]

## Náboženská pravidla

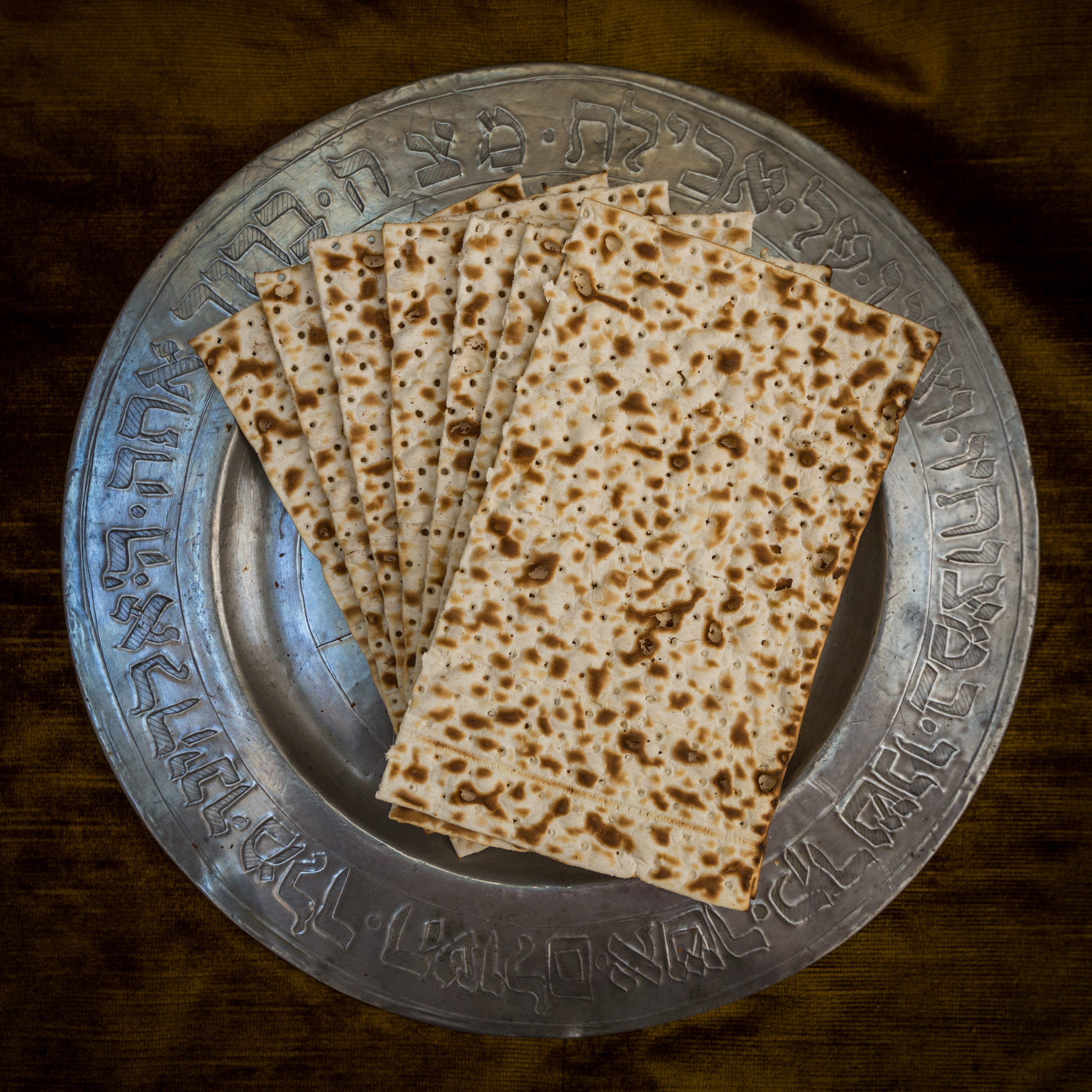
Maca - nekvašený chléb podávaný ve dnech svátku Pesach.

Ze zvěře je absolutně zakázáno konzumovat vepřové a koňské maso, úhoře a jesetera (druh ryby) a krev jakéhokoli zvířete.
Velmi přísně se také dodržuje pravidlo oddělování jídel masitých od jídel obsahujících mléko („Neuvaříš kůzle v mléce jeho matky“). Při zpracování navzájem dle pravidel neslučitelných potravin se používají různé sady nádobí, skleničky, příbory ale i třeba různé utěrky.
Zachovávají se rovněž určité stanovené odstupy při konzumaci takto různých typů jídel. Například po konzumaci byť jen minimálního množství masa je po dobu 6 hodin zapovězeno pít mléka a jíst cokoli mléčného či mléko obsahujícího. Po mléčném jídle naopak není povoleno celou hodinu konzumovat hovězí maso.
Zvířata musí řezník usmrcovat vždy jedním řezem, který přetne krční tepnu.

## Nejčastější jídla

### Polévky
Kuřecí polévka je základem židovské kuchyně. Klasická kuřecí polévka se připravuje jako vývar z kuřecího masa, cibule, mrkve, celere, kopru a petržele. Složitější kuřecí polévka je sephardim s orzo nebo rýží, také polévka ashkenazim s nudlemi. Obzvláště populární je polévka kubba připravená z bulguru nebo čočková polévka s masem a koriandrem. Polévka harira  je kořeněná polévka z jehněčího nebo kuřecího masa. v Jeruzalémě se často podává polévka z bílých fazolí v rajčatové omáčce.

### Ryby
Izrael je přímořský stát a čerstvé ryby jsou zde snadno dostupné. Připravují se celé, grilované nebo smažené často pouze s čerstvě vymačkanou citronovou šťávou. Oblíbený je pstruh (forel), gilthead seabream (denisse ) a mnoho dalších ryb. Ryby se často dusí v omáčce, například pokrm hraime, kdy je ryba v omáčce s feferonkou a jiným kořením. Ryba kufta se vaří v rajčatové nebo jogurtové omáčce. Tilapie je ryba zapečená s omáčkou tahini a přelitá olivovým olejem, koriandrem, mátou, bazalkou a piniovými oříšky. Pevné bílé ryby, jako je kapr, jsou rozemlety a tvarovány do bochníků nebo kuliček a vařené v rybím vývaru.

### Maso

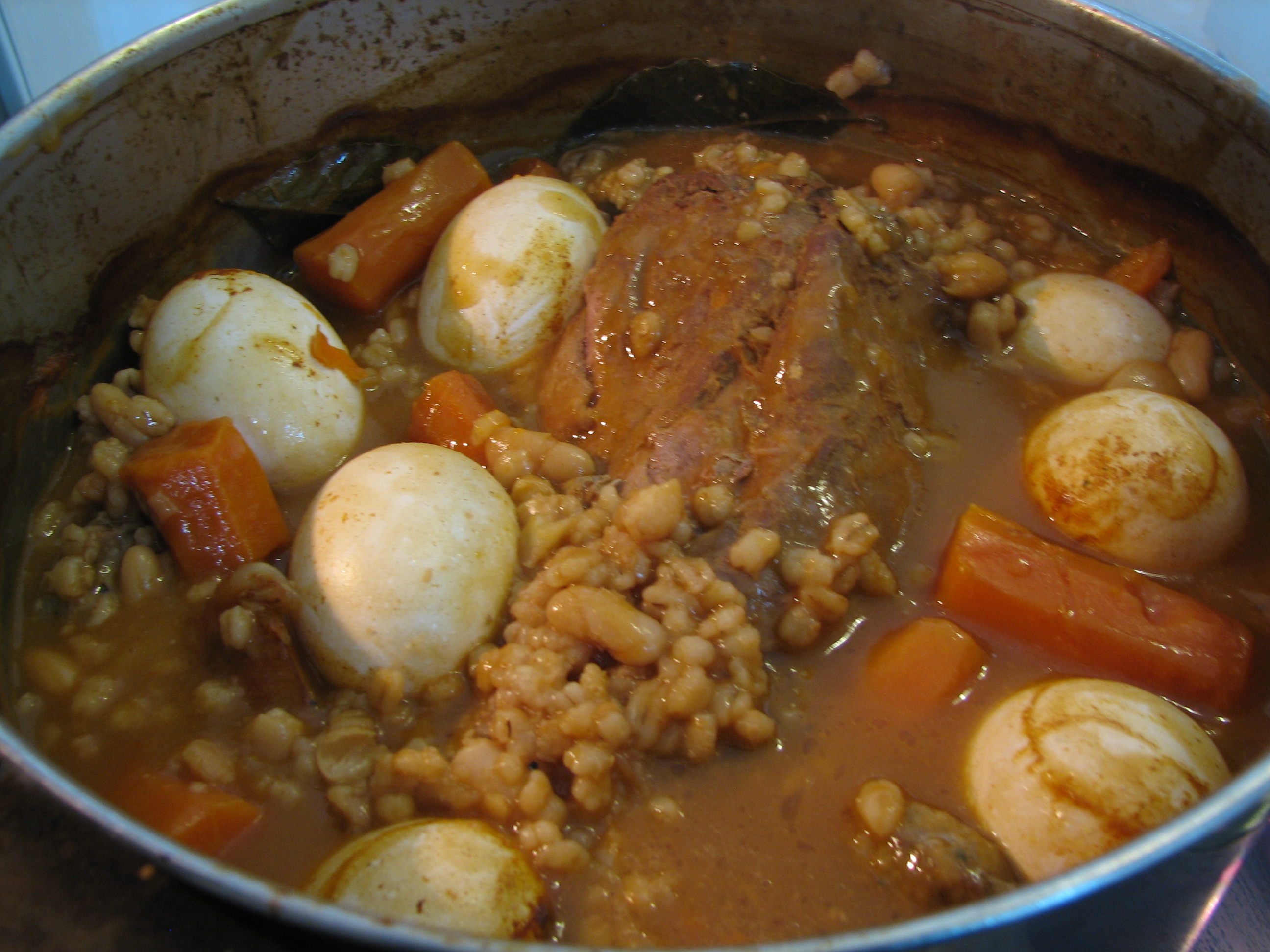
Šoulet

Kuřecí a krůtí maso se připravuje na mnoho způsobů, od jednoduchého pečeného kuřecího masa až po komplikované pokrmy s omáčkami - datlový sirup nebo rajčatová omáčka. Známé jsou kuřecí kuličky z mletého masa (albondigas) v rajčatové omáčce nebo kufta z mletého masa, bylin a koření, vařená s rajčatovou omáčkou, datlovým sirupem, sirupem z granátového jablka nebo tamarindovým sirupem se zeleninou nebo fazolemi. Obalovaný krůtí řízek podávaný s těstovinami je velmi oblíbeným jídlem. Židé maso rádi grilují doma i venku, nazývá se pak mangal nebo al ha-esh (v ohni). Připravují tak kebab, taouk, merguez a šašlik.

### Rýže, luštěniny a těstoviny

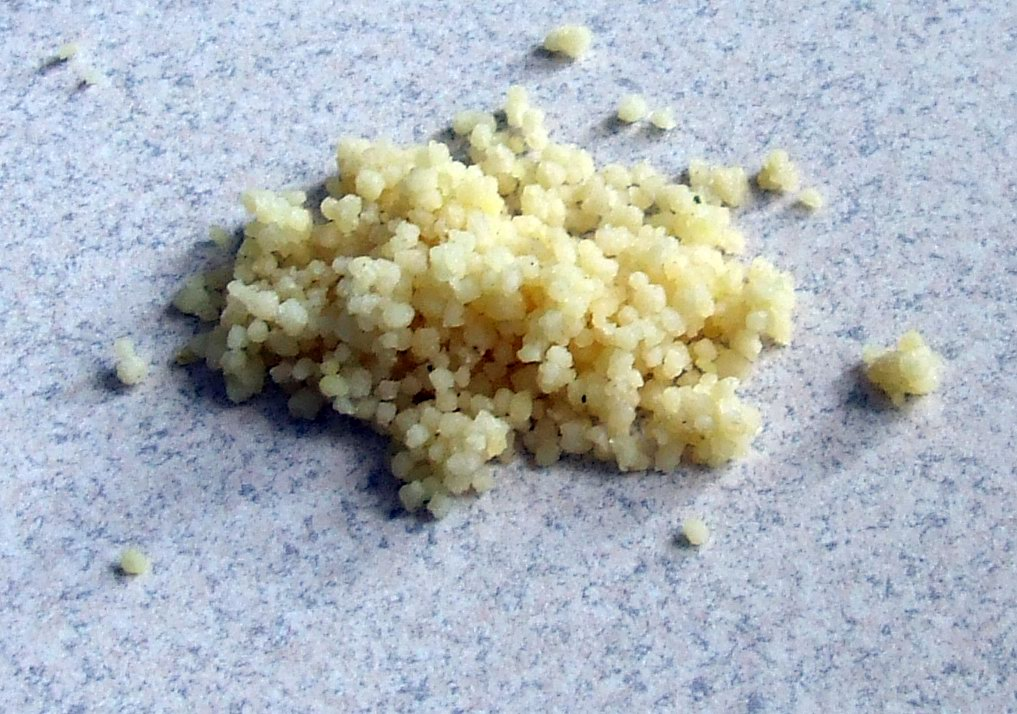
Kuskus

Rýži konzumují Židé od jednoduché dušené bílé až po slavnostní - složitě připravenou s mnoha ingrediencemi. Rýže se často vaří s kořením a podává s mandlemi a piniovými oříšky. Oblíbená je zelená rýže, která obsahuje různé čerstvě nasekané bylinky. Rýžové mísy často obsahují i tenké smažené nudle nebo čočku (mujadara). Orez shu'it se připravuje z bílých fazolí vařených s rajčaty a podává se s rýži.
Kuskus se připravuje z krupice, která se pasíruje přes síto a vaří v aromatickém nálevu ve speciální parní nádobě zvané couscoussière. Na dušeném kuskusu se pak podává kuřecí nebo jehněčí maso. Kuskus se také míchá se zeleninou vařenou v polévce ochucené šafránem nebo kurkumou.
Těstoviny Putim, nazývané izraelský kuskus, vznikly jako náhrada rýže a byly připravovány z pšenice. Proto měly původně tvar rýžových zrn. Dnes mají tvar perel, smyček, hvězd nebo srdcí. Podobně jako ostatní těstoviny jsou dochuceny kořením, bylinkami a omáčkami. Další oblíbenou těstovinou je bulgur. Je to druh sušené popraskané pšenice, který se používá stejně jako rýže.

### Omáčky
Izraelci mají v oblibě nejrůznější pikantní omáčky a koření. Podávají se především ke grilovanému masu, ale i k mnoha dalším pokrmům. Známá je červená a velmi ostrá omáčka skhug malawach chilli z chilli papriček. Omáčky harissa a filfel chuma jsou vyrobené z česneku a chilli. Amba je nakládaná mangová omáčka.

## Nápoje

### Káva
Mezi židovskou komunitou je pití kávy kulturní záležitostí. Káva se připravuje jako instantní (nes), ledová, latte (hafuḥ), italské espresso nebo turecká káva, která se někdy ochucuje kardamomem (hel).

### Čaj
Čaj je také velmi oblíbený a konzumovaný doma i v kavárnách. Židé jej připravují mnoha způsoby, od obyčejného černého čaje v ruském a tureckém stylu s cukrem, po čaj s citronem nebo mlékem, také s mátou (nana).

### Limonáda
Limonána, vyrobená z čerstvě vymačkaných citronů a máty, byla vynalezena v Izraeli počátkem 90. let. Rimonana je vyrobená z džusu z granátového jablka a máty.

### Víno
Izraelci víno pěstují a vypijí asi 6,5 litru vína na osobu a rok. To je poměrně málo, ale oni jej pijí především k jídlu a s mírou. Známé jsou značky Carmel, Tishbi a Golan Heights. Většina vína vyrobeného od roku 1880 bylo sladké košer víno. V současné době jsou však oblíbená i vína suchá a polosuchá. Nyní pěstovaná košer vína jsou především Cabernet Sauvignon, Merlot, Sauvignon blanc, Chardonnay, Pinot noir, Ryzlink rýnský a Gewürztraminer. V Izraeli jsou stovky malých vinařství až po velké vinařské společnosti, které vyrábějí deset milionů lahví ročně a které je i vyvážejí do celého světa.

### Pivo
Černé pivo (Bira Shḥora) je nealkoholický nápoj vyráběný v Izraeli už několik století. Známá jsou i piva Goldstar a Maccabi. Mezi nové značky patří Dancing Camel, Negev a Can'an.

### Tvrdý alkohol
Arak je alkoholický (40–63%) nápoj s anýzem; je čirý, bezbarvý a neslazený. Často se podává smíchaný s ledem a vodou, která promění likér v mléčně bílou barvu. S grapefruitovým džusem se nazývá Arak eškolijot (Arak grapefruit). Nejrůznější pálenky a likéry se produkují po celé zemi.